# Красногорська сільська рада (Нурімановський район)
Красного́рська сільська рада (рос. Красногорский сельский совет) — муніципальне утворення у складі Нурімановського району Башкортостану, Росія. Адміністративний центр — село Красна Горка.
Станом на 2002 рік існували Красногорська сільська рада (село Красна Горка, селище Усть-Салдибаш, присілок Чагантау) та Новобірючевська сільська рада (село Новобірючево, присілки Іркенлек, Ключ Бедеєво, Новобедеєво).

## Населення
Населення — 4925 осіб (2019, 4730 в 2010, 4586 в 2002).

## Склад
До складу поселення входять такі населені пункти:
| Населений пункт         | Населення, осіб (2002) | Населення, осіб (2010) |
| ----------------------- | ---------------------- | ---------------------- |
| Іркенлек, присілок      | 2                      | 0                      |
| Ключ Бедеєво, присілок  | 103                    | 100                    |
| Красна Горка, село      | 4071                   | 4280                   |
| Новобедеєво, присілок   | 79                     | 73                     |
| Новобірючево, присілок  | 252                    | 242                    |
| Усть-Салдибаш, присілок | 79                     | 35                     |
| Чагантау, присілок      | 0                      | -                      |